# Hydrogamasellus avium
Hydrogamasellus avium är en spindeldjursart som beskrevs av Wolfgang Karg 1976. Hydrogamasellus avium ingår i släktet Hydrogamasellus och familjen Ologamasidae. Inga underarter finns listade i Catalogue of Life.